# Пелла (Айова)
Пелла (англ. Pella) — місто (англ. city) в США, в окрузі Меріон штату Айова. Населення — 10 464 особи (2020).

## Географія
Пелла розташована за координатами 41°24′16″ пн. ш. 92°55′5″ зх. д. / 41.40444° пн. ш. 92.91806° зх. д. (41.404520, -92.917996).  За даними Бюро перепису населення США в 2010 році місто мало площу 22,61 км², уся площа — суходіл.

## Демографія
Згідно з переписом 2010 року, у місті мешкали 10 352 особи в 3735 домогосподарствах у складі 2500 родин. Густота населення становила 458 осіб/км².  Було 4086 помешкань (181/км²).
Расовий склад населення:
| - 95,0 % — білих - 2,3 % — азіатів - 0,7 % — чорних або афроамериканців - 0,2 % — корінних американців |

До двох чи більше рас належало 1,4 %. Частка іспаномовних становила 1,7 % від усіх жителів.
За віковим діапазоном населення розподілялося таким чином: 22,3 % — особи молодші 18 років, 61,3 % — особи у віці 18—64 років, 16,4 % — особи у віці 65 років та старші. Медіана віку мешканця становила 33,3 року. На 100 осіб жіночої статі у місті припадало 91,2 чоловіків;  на 100 жінок у віці від 18 років та старших — 88,4 чоловіків також старших 18 років.
Середній дохід на одне домашнє господарство  становив 64 829 доларів США (медіана — 55 551), а середній дохід на одну сім'ю — 78 670 доларів (медіана — 71 322). Медіана доходів становила 47 011 долар для чоловіків та 35 916 доларів для жінок. За межею бідності перебувало 9,8 % осіб, у тому числі 10,4 % дітей у віці до 18 років та 4,1 % осіб у віці 65 років та старших.
Цивільне працевлаштоване населення становило 5438 осіб. Основні галузі зайнятості: освіта, охорона здоров'я та соціальна допомога — 34,3 %, виробництво — 21,6 %, роздрібна торгівля — 9,8 %, мистецтво, розваги та відпочинок — 7,6 %.